# Ramon Carnicer
Ramon Carnicer i Batlle (24. října 1789 Tàrrega – 17. března 1855 Madrid) byl katalánský hudební skladatel a dirigent, autor chilské státní hymny.

## Život
Základní hudební vzdělání získal od sbormistra kostela ve svém rodném městě Bonaventury Felii. V sedmi letech zpíval ve sboru katedrály v La Seu d'Urgell a začal studovat hru na varhany a skladbu. V roce 1806 přesídlil do Barcelony a pokračoval ve studiu u sbormistra katedrály Francesca Queralta a varhaníka Carlese Baguera.
V průběhu španělské války za nezávislost (1808–1814) byl nucen uprchnout na Menorcu, kde působil jako varhaník a učil zpěv a hru na klavír v Maó. Po návratu do Barcelony byl pověřen akcionáři Teatro de la Santa Cruz (1815) k cestě do Itálie, kde měl za úkol získat pro divadlo nejlepší zpěváky a hudebníky.
Zlom v jeho skladatelské tvorbě nastal v letech 181–1820. V roce 1818 zkomponoval jednu ze svých nejznámějších prací, předehru k opeře Lazebník sevillský Gioacchina Rossiniho, která zaujala i samotného Rossiniho. Povzbuzen rostoucím úspěchem i dalších prací, se Carnicer rozhodl, že spálí všechnu svou předchozí tvorbu složenou především z náboženských děl, vlasteneckých kostelních písní, tanečních skladeb a skladeb pro vojenskou hudbu) a zahájí novou etapu své kompoziční činnosti. Mezi prvními jeho zralými díly byla opera Adele di Lusignano, která měla premiéru v Teatro de la Santa Cruz de Barcelona 15. května 1819. V roce 1820 vykonal skladatel řídil další cestu do Itálie aby vyhledal pro divadlo Theatre Santa Cruz další zpěváky a hudebníky, ale i partitury oper Rossiniho, Belliniho a Donizettiho. Jeho druhá opera Elena a Constantine uvedená 16. června 1821 byla přijata s velkým úspěchem.
Po konci tzv. liberálního triennia obnovil král Ferdinand VII. absolutistickou formu vlády a Carnicer, známý svými liberálními názory a podporou liberální vlády, byl nucen znovu emigrovat. Nejprve do Paříže a později se usadil v Londýně. Během svého exilu v Londýně byl pověřen, aby složil státní hymnu Chile.
Po návratu do Barcelony v roce 1927 byl královským dekretem deportován do Madridu a byl pověřen řízením divadel Teatro de la Cruz a Teatro del Principe a v roce 1830 jmenován profesorem skladby na nově založené konzervatoře hlavního města. Mezi jeho žáky byli Francisco Asenjo Barbieri a Baltasar Saldoni.
Zemřel 17. března 1855 v Madridu, ve svém domě v ulici Santa Isabel 36.
Jeho bratr Miquel Carnicer i Batlle byl kytarista.

## Dílo

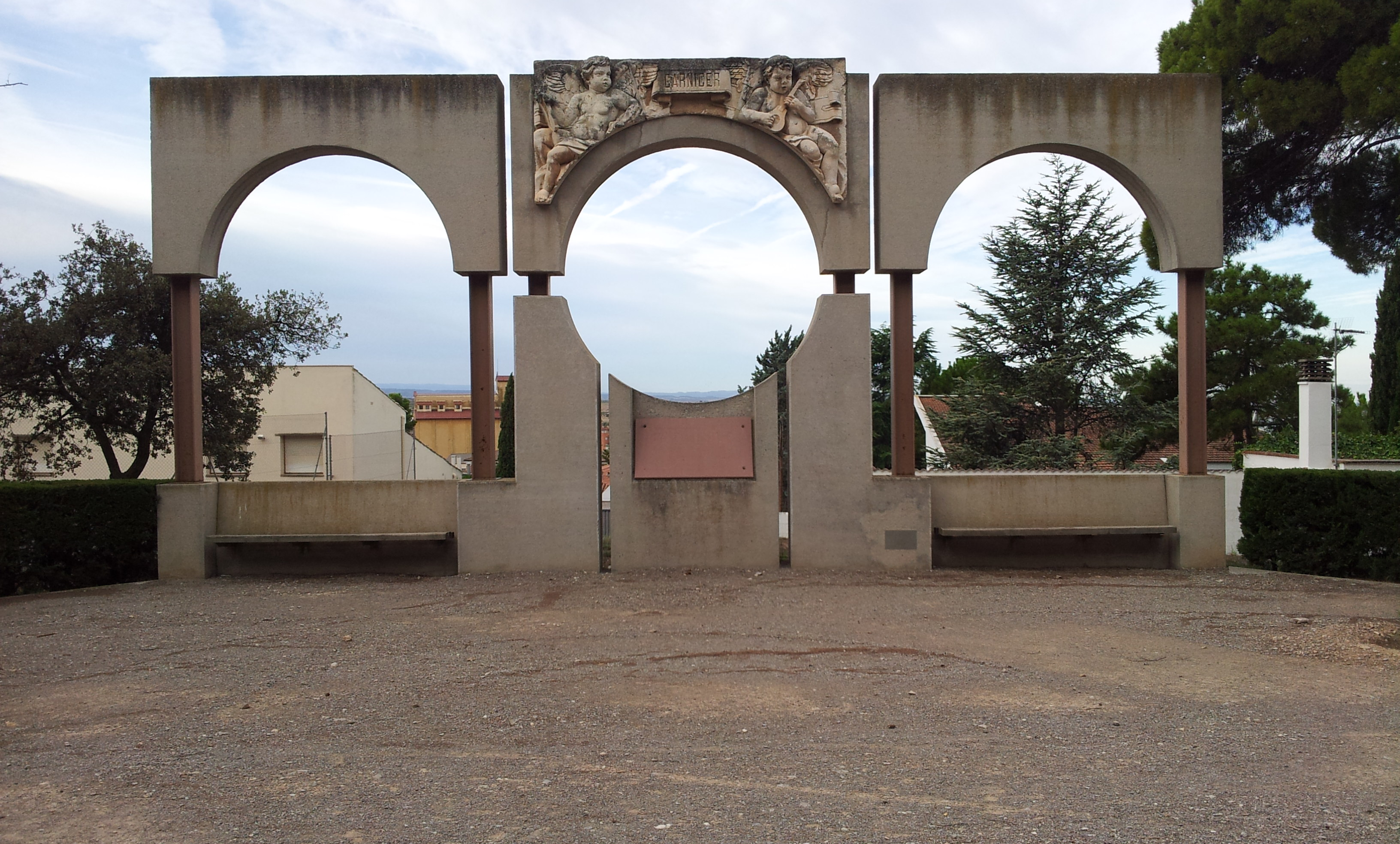
Pomník skladatele v Tárreze

Některé opery byly ztraceny a známe je pouze z jiných dokumentů té doby. Autorství některých děl je nejisté.

### Opery
- Adele di Lusignano: Melodramma semiserio (1819)
- Elena e Costantino: Dramma eroico-comico in due atti (1821)
- Il dissoluto punito, ossia Don Giovanni Tenorio (1822)
- Elena e Malvina (1827)
- Cristoforo Colombo (1829)
- Eufemio di Messina (1832)
- Guglielmo Tell (1834)
- Eran due or sono tre, o sea, Gli esposti (1836)
- Ismalia o Morte ed amore (1838)
- Laura y Don Gonzalo (1841, autorství nejisté)
- Ipermestra (1843, libreto Pietro Metastasio, autorství nejisté)
- Lucrezia Borgia (patrně pouze spolupráce)
- El sacristán de Toledo (patrně pouze spolupráce)

### Orchestrální skladby
- Gran sinfonía en Re (1839)
- Sinfonía oriental
- Obertura (sinfonía) předehra k Rossiniho opeře Il barbiere di Siviglia

### Komorní hudba
- Fantasía en mi bemol mayor pro klarinet
- Fantasía original para clarinete con acompañamiento de piano (pro klarinet a klavír, 1849)
- Capricho para contrabajo con acompañamiento de piano (pro kontrabas a klavír, 1852)
- Melodía fantástica con acompañamiento de piano
- Solo de flauta (flétna)
- Salmòdia pro varhany
- 6 Sonates per a instrument de tecla (6 sonát pro klávesový nástroj)

### Vokální hudba
- El caramba: canción andaluza (zpěv a kytara nebo klavír, ca 1832)
- Completas Fratres a 4 v., 4 hlasy, 6 nástrojů a basso continuo
- La criada: canción española (cca 1832), zpěv a kytara nebo klavír
- El currillo: canción andaluza (cca 1835), zpěv a kytara nebo klavír
- La gitanilla (ca 1831), zpěv, kytara a klavír
- Himno a los defensores de Gandesa (1838).
- Himno patrio de la República de Chile (1828)
- Himno patriótico, con motivo de la publicación del Estatuto Real (1834)
- Himno patriótico [para el] cumpleaños de la Reina Doña Isabel II (1835)
- El julepe: polo (1823, zpěv a kytara)
- Misa de Réquiem (1929), pro Marri Josefu Saskou, královnu španělskou
- Misa de Réquiem (1842)
- Misa solemne (1806)
- El músico y el poeta (Los maestros de la Raboso), tonadilla
- Odas de Anacreonte (1832)
- El poder de las mugeres: canción española con acompañamiento de piano y guitarra (1836)
- Psalmodia que contiene todos los tonos (1818)
- Tantum Ergo
- Tonadilla de la cantinera (1813)
- Vigilias con orquesta para las exequias de Fernando VII (1833)